# Ngamplangsari
Ngamplangsari is een bestuurslaag in het regentschap Garut van de provincie West-Java, Indonesië. Ngamplangsari telt 6023 inwoners (volkstelling 2010).